# 矢内廣
矢内廣（やない ひろし、1950年1月7日 - ）は、日本の実業家。東証プライム市場上場企業、ぴあ株式会社の創業者であり代表取締役社長。
その他、ぴあ主要グループ会社の代表を務めると共に、一般社団法人PFF（ぴあフィルムフェスティバル）理事長、一般社団法人日本雑誌協会理事、日本アカデミー賞協会組織委員会委員、公益財団法人ユニジャパン評議員、公益財団法人新国立劇場運営財団評議員、一般社団法人日本経済団体連合会審議員、観光庁アドバイザー、クールジャパン機構有識者委員会委員、一般財団法人セガサミー文化芸術財団理事等の公職を務める。

## 略歴
現在の福島県いわき市に生まれる。中央大学在学中（当時22歳）の1972年7月、TBS 報道局でアルバイトをしていた仲間7人とともに映画などのエンタテインメント情報を網羅した月刊情報誌「ぴあ」を創刊。大学卒業後、1974年、ぴあ株式会社を設立し代表取締役社長に就任。1977年には東映大泉撮影所にて「第一回ぴあ展」の一企画として「第一回自主映画展」を開催。1981年からはぴあフィルムフェスティバルと名称を改め、現在に至るまで毎年開催している。1984年4月から、日本初のコンピューターオンラインネットワークによるチケット販売サービス「チケットぴあ」をスタート。1990年には「チケットぴあ」事業にて、社団法人ニュービジネス協議会が主催する「第１回ニュービジネス大賞表彰制度」の大賞にあたる「通商産業大臣賞」を受賞している。1998年長野冬季オリンピックや2002年FIFAワールドカップなど世界規模のイベントのチケット販売も手がける。なお、ぴあは、長野冬季オリンピック以降、全てのオリンピックにおいて、観戦チケットの国内販売業務を日本オリンピック委員会より受託し、実施している。
2002年1月、東京証券取引所第二部に、2003年5月には、東京証券取引所第一部に上場を果たす。2011年7月、「時代の役割を十分に全うした」として39年間続いた情報誌『ぴあ』を休刊する。東日本大震災の直後に、エンタテインメントの力を支援につなげたいというぴあ社内の有志によるボランティア活動を発端とし、2012年10月に一般社団法人「チームスマイル」を設立し、代表理事に就任する。東京・豊洲、福島・いわき、岩手・釜石、宮城・仙台の4か所にシアター「PIT」を開設した。
また、長年にわたり継続して行ってきたぴあフィルムフェスティバルの活動が評価され、自身が2004年にモンブラン国際文化賞を受賞。2014年には、長年の努力により日本映画の芸術文化の発展に甚大なる功績を残した個人・団体に贈られる川喜多賞を、ぴあフィルムフェスティバルが受賞している。
2017年3月、エンタテインメント界の発展に貢献をしたプロデューサー、クリエイターとして、第12回渡辺晋賞を受賞。
2017年4月、ぴあフィルムフェスティバルの活動を社会全体で支えていく環境を整えるため一般社団法人化し、一般社団法人「PFF」を設立、理事長に就任。
2022年12月、ぴあの創業50周年を機に、初の自著「岩は、動く。」を発刊。
2023年11月、福島県より県外在住功労者知事表彰を受賞。

## 人物
エピソード
矢内の起業家としての才能をうかがわせるエピソードとして、小学校時代、母親が作った食べきれないほどの甘納豆を袋詰めにして「くじ」を付けることを思いつき、手作りの紙芝居を読み聞かせ、そこに集まった子供たちにその甘納豆を5円で販売したという。母親にはこっぴどく叱られたそう。しかし矢内は、後に次のように語っている。「私はお金が欲しかったわけではなく、友人たちが紙芝居を見て『面白い』と喜び、甘納豆をおいしそうに食べている顔を見るのが本当にうれしかった。大人になって事業をはじめても、子ども時代に見た友人たちの笑顔が、自分の原点だと思っている」。
大学進学のために上京した矢内は大好きな映画を観るために、名画座や二番館、三番館と呼ばれる映画館に通い詰めていた。しかし、肝心の自分が観たい映画がどの映画館でやっていて、上映は何時からはじまり、料金はいくらなのかという情報を伝えるメディアは当時ほとんどなかった。また上京当初は電車の乗り継ぎ方すらよくわからなかった。いわきでは、遠くの山をみれば自分の位置と行きたい方角がわかったが、東京には山などない。東京は街中がビルばかりで方角がわからず、矢印や地図がないと目的地に辿り着けない。「東京は矢印の街」だと思ったという。後にその思いが「ぴあ」発想の原点だったと語っている。そうして、映画、芝居、コンサート、展覧会など見たいカルチャーすべての情報がまとまっている雑誌があれば重宝するはずだと考え、「ぴあ」創刊に至ったという。
「ぴあ」の創刊号は、出版物の問屋である取次店では扱ってもらえず、直接書店に置いてもらおうと交渉したがこれもうまくいかず、途方に暮れていたところ、その時たまたま「日本読書新聞」に掲載されていたインタビュー記事を目にしたことがきっかけで元紀伊國屋書店社長の田辺茂一に会うことになり、当時日本キリスト教書出版販売専務の中村義治（後の教文館社長）を紹介される。中村は矢内が持参した創刊号のサンプルを見て一度は思いとどまるよう諭すものの、結局最後には100通以上もの書店あての紹介状が用意され、その結果、89店の書店が創刊号を置いてくれたという。後に矢内は「田辺さんと中村さんに出会っていなければ、『ぴあ』もなければ、ぴあ株式会社もない。そして現在の私もない。お二人は私にとって、人生の大恩人である」と述懐している。